# A+ (linguagem de programação)
A+ é uma linguagem de programação de formação, um dialeto da linguagem APL com extensões agressivas.

## Histórico
A+ é descendente da linguagem "A" que foi criada em 1988 por Arthur Whitney. Alguns desenvolvedores em Morgan Stanley adicionaram uma interface gráfica e introduziram algumas características em A e desta forma, em 1992, foi criada formalmente a lingua A+. O "+" refere-se a interface gráfica.

## Características
Foi projetada para aplicações numericamente intensivas, especialmente em aplicações financeiras. A linguagem roda em Unix e Linux e é uma linguagem de alto nível interpretada e interativa.
A+ fornece um conjunto de funções e operadores, uma interface gráfica com uma grande seleção de widgets. Também fornece sincronização automática de widgets e variáveis, execução assíncrona de funções associadas com variáveis e acontecimentos. Sua interface gráfica não é suportada em todas as plataformas.
Uma mudança em relação a linguagem APL é que uma função em A+ pode ter até 10 parâmetros formais.
A+ é licenciada pela GNU (General Public License).